# 大咕窿
《大咕窿》是日本富士電視原創，授權香港電視廣播有限公司製作香港版本的一個電視遊戲節目。本節目所使用的這個遊戲原為富士電視台一個遊戲節目《TUNNELS的託大家的福》內的一個環節《腦壁》，現時本遊戲已被授權至世界各地數十個國家地區製作各自的版本。
此外，本遊戲成為一個獨立的節目前，乃《鐵甲無敵獎門人》內的其中一個遊戲，名為《鐵甲無敵大咕窿》。本節目共分2輯。第1輯由陳偉霆、梁奕倫主持，並每集設一位嘉賓主持。第2輯起，阮兆祥加入主持，並取消了嘉賓主持。節目助手為吳綺珊、陳宛蔚和黃文迪，而旁白為配音員陳欣。

## 介紹

### 口號
主持和節目助手在機關門開啟前都會叫：「大咕窿，ready, go!」

### 第1輯
第1輯於2009年5月9日至7月11日，香港時間星期六20:00-20:30，於翡翠台及高清翡翠台播放。

#### 玩法
每集都會邀請社會不同階層的精英團隊，與歌星或者藝員隊進行對壘。每一組三位成員，通過四個回合的遊戲比賽。第一、二回合的玩法，是兩個隊員二合為一，做出與大咕窿機關相同的圖案，逃過被逼跌落水的命運。至於第三及第四回合就加強難度，需要在通過大咕窿之餘，還要回答益智問題，另外更要背著大咕窿機關，透過隊員的提示做出機關出現的圖案，勝出的一隊便可獲港幣$100,000獎金。

#### 嘉賓主持
| 集數           | 嘉賓主持 |
| 01、02、05、08 | 鄭希怡   |
| 03、06         | 小 肥    |
| 04、07         | 陳柏宇   |

#### 每集嘉賓
| 集數 | 播映日期      | 錄影日期      | 嘉賓                                                                                              | 勝出嘉賓             |
| 01   | 5月9日（六）  | 4月12日（日） | 歌星隊：李逸朗、吳浩康、鍾舒漫 香港運動員隊：鄭國輝、陳敬然、蔡曉慧                               | 香港運動員隊         |
| 02   | 5月16日（六） | 4月12日（日） | 南華隊：歐陽耀冲、文彼得、陳肇麒（南華足球隊） 飛馬隊：張健峰、鄭少偉、李康廉（天水圍飛馬足球隊） | 南華隊               |
| 03   | 5月23日（六） | 4月12日（日） | 畢打隊：鄭欣宜、趙永洪、鄧永健 理工隊：張凱詠、陳朝鴻、唐柏萱（香港理工大學空手道學會）           | 畢打隊               |
| 04   | 6月6日（六）  | 4月28日（二） | 港男隊：羅天宇、趙國東、李 豪 選美隊：陳 爽、張嘉兒、呂慧儀                                       | 選美隊               |
| 05   | 6月13日（六） | 5月10日（日） | 體育組主持隊：馬啟仁、李思雅、李靄璣 消防工會隊：鄺子強、黃鰲曜、黃國英                           | 體育組主持隊         |
| 06   | 6月20日（六） | 5月10日（日） | 國際隊：喬寶寶、布偉傑、金 剛 拉丁舞隊：鄭頒雯、侯君兒、侯美嫦                                    | 拉丁舞隊             |
| 07   | 7月4日（六）  | 5月26日（二） | 歌星隊：賈曉晨、Eddie@EO2、Eric@EO2 花式跳繩隊：戴鑠顥、王耀洋、梅嘉樺                            | 花式跳繩隊           |
| 08   | 7月11日（六） | 5月28日（四） | 歌星隊：李卓庭、方珈悠、陳柏宇 巾幗臬雄，時代革命隊：黎耀祥、鄧萃雯、惠英紅                       | 巾幗臬雄，時代革命隊 |

### 第2輯
第2輯於2009年7月16日至8月5日，香港時間星期一至五晚上22:30-23:00，於翡翠台及高清翡翠台播放，並於翌日02:50-03:15及04:35-05:00於高清翡翠台重播。

#### 玩法
每集都會邀請社會不同階層的精英團隊，與歌星或者藝員隊進行對壘。每一組三位成員，先分三隊進行淘汰賽。第一、二回合的玩法是單人做出與大咕窿機關相同的圖案，逃過被逼跌落水的命運。出現的圖案按難易程度可獲得不同分數。第一回合可選1分/3分，第二回合可選3分/5分。二回合分數相加后，淘汰一隊。若有二隊分數相同則通過幸運板決定勝負。進入決賽后兩個隊員二合為一，做出與大咕窿機關相同的圖案，逃過被逼跌落水的命運。之後更加強難度，需要在通過大咕窿之餘，還要回答益智問題，另外更要背著大咕窿機關，透過隊員的提示做出機關出現的圖案；隊員憑運氣三選一通過大咕窿；先將隊員身上的鎖解開後，再共同過大咕窿。勝出的一隊便可獲港幣$100,000獎金。
第10集起直接使用決賽的賽制。

#### 嘉賓主持
| 集數 | 嘉賓主持 |
| 09   | 狄易達   |

#### 每集嘉賓
| 集數  | 播映日期                    | 錄影日期      | 嘉賓 | 出線隊伍                  | 勝出隊伍   |
| 01-02 | 7月16日（四） 7月17日（五） | 6月10日（三） | 藝員A隊：袁偉豪、陳自瑤、司徒瑞祈 潮女郎隊：莊思敏、沈卓盈、梁政珏 藝員B隊：蘇晉霆、汪 琳、胡諾言                | 藝員B隊 潮女郎隊          | 潮女郎隊   |
| 03-04 | 7月20日（一） 7月21日（二） | 6月24日（三） | 天使生果隊：劉 俐、陳蕊蕊、關婉珊 天使點心隊：丁樂鍶、王寶寶、梁懿晴 模特兒隊：A.Lin、Annie.G、Hailey            | 天使生果隊 天使點心隊     | 天使點心隊 |
| 05-06 | 7月22日（三） 7月23日（四） | 6月10日（三） | 藝員隊：敖嘉年、胡定欣、張美妮 歌星隊：戴夢夢、林子萱、李卓庭 城大舞蹈隊：吳志武、曾秀明、姚紹豪（城大舞蹈學會） | 藝員隊 歌星隊             | 藝員隊     |
| 07-08 | 7月24日（五） 7月27日（一） | 6月15日（一） | 華姐隊：朱 璇、徐 萌、苟芸慧 歌星藝員隊：椋名凜、王友良、可 嵐 健身教練隊：廖啟俊、區秉輝、王君萍                | 華姐歌星藝員隊 健身教練隊 | 健身教練隊 |
| 09    | 7月28日（二）               | 6月10日（三） | 模特兒隊：Cho Leung、Connie Lin、Mangie Lo 藝員隊：周家蔚、游莨維、梁嘉琪 花式單車隊：劉天豪、簡仲德、邵崇恩     | 藝員隊 花式單車隊         | 藝員隊     |
| 10    | 7月29日（三）               | 6月11日（四） | 歌星隊：鄧穎芝、裕 美、范萱蔚 Hip Hop隊：阿樂、阿Wing、小三                                                      | （沒有出線賽制）          | 歌星隊     |
| 11    | 7月30日（四）               | 6月29日（一)  | 藝員A隊：王君馨、高鈞賢、周美欣 藝員B隊：李忠希、孫慧雪、李雨陽                                                  | （沒有出線賽制）          | 藝員B隊    |
| 12    | 7月31日（五）               | 6月29日（一） | 歌星隊：石詠莉@Freeze、陳樂榣@Freeze、甄穎珊@Freeze 泰拳格鬥隊：沙 弟、杜恆霖、黃景龍                            | （沒有出線賽制）          | 泰拳格鬥隊 |
| 13    | 8月3日（一）                | 7月1日（三）  | 藝員隊：姚婷芝、李思欣、陳志健 音樂主持隊：陳宇琛、姜文杰、周子駒                                                | （沒有出線賽制）          | 音樂主持隊 |
| 14    | 8月4日（二）                | 7月1日（三）  | 歌星隊：Crystal@HotCha、Winkie@HotCha、高皓正 藝員隊：黃長興、鄧上文、蕭正楠                                     | （沒有出線賽制）          | 藝員隊     |
| 15    | 8月5日（三）                | 7月6日（一）  | 藝員隊：葉翠翠、梁烈唯、蔡淇俊 歌星隊：吳 彤、蔡汶軒、KellyJackie                                                | （沒有出線賽制）          | 歌星隊     |

## 迴響
這個節目曾受到環保團體的批評，指責無綫製作多塊用於遊戲的大型發泡膠板浪費大量資源，而無綫則表示那些發泡膠板用完後會再用來製作道具。

## 節目調動
- 2009年5月30日：由於播出《東張西望巾幗梟雄薈》，當晚節目暫停播映。
- 2009年6月6日：由於播出《老婆大人II》大結局，當晚節目改為晚上22:00-22:30播映。
- 2009年6月27日：由於播出《勁歌金曲》1小時加長版，當晚節目暫停播映。
- 2009年7月4日：由於播出《ID精英》2小時結局篇，當晚節目改為晚上22:00-22:30播映。

## 收視
以下為此節目於香港無綫電視翡翠台、高清翡翠台之收視紀錄：其中，第2輯第01-02集平均收視為整部節目最高，達23點。
| 週次 | 輯數  | 集數  | 日期                   | 平均收視 | 最高收视 |
| ---- | ----- | ----- | ---------------------- | -------- | -------- |
| 1    | 第1輯 | 01    | 2009年5月9日           | 17       |          |
| 2    | 第1輯 | 02    | 2009年5月16日          | 16       |          |
| 3    | 第1輯 | 03    | 2009年5月23日          | 19       |          |
| 4    | 第1輯 | 04    | 2009年6月6日           | 18       |          |
| 5    | 第1輯 | 05    | 2009年6月13日          | 15       |          |
| 6    | 第1輯 | 06    | 2009年6月20日          | 17       |          |
| 7    | 第1輯 | 07    | 2009年7月4日           | 18       |          |
| 8    | 第2輯 | 01-02 | 2009年7月16日－7月17日 | 23       |          |
| 9    | 第2輯 | 03-07 | 2009年7月20日－7月24日 | 22       |          |
| 10   | 第2輯 | 08-12 | 2009年7月27日－7月31日 | 21       |          |
| 11   | 第2輯 | 13-15 | 2009年8月3日－8月5日   | 21       |          |